# Emil Leonhard Smidt
Emil Leonhard Smidt (* 7. März 1878 in Hamburg; † 28. August 1954 ebenda) war ein deutscher Landschafts- und Figurenmaler sowie Grafiker.

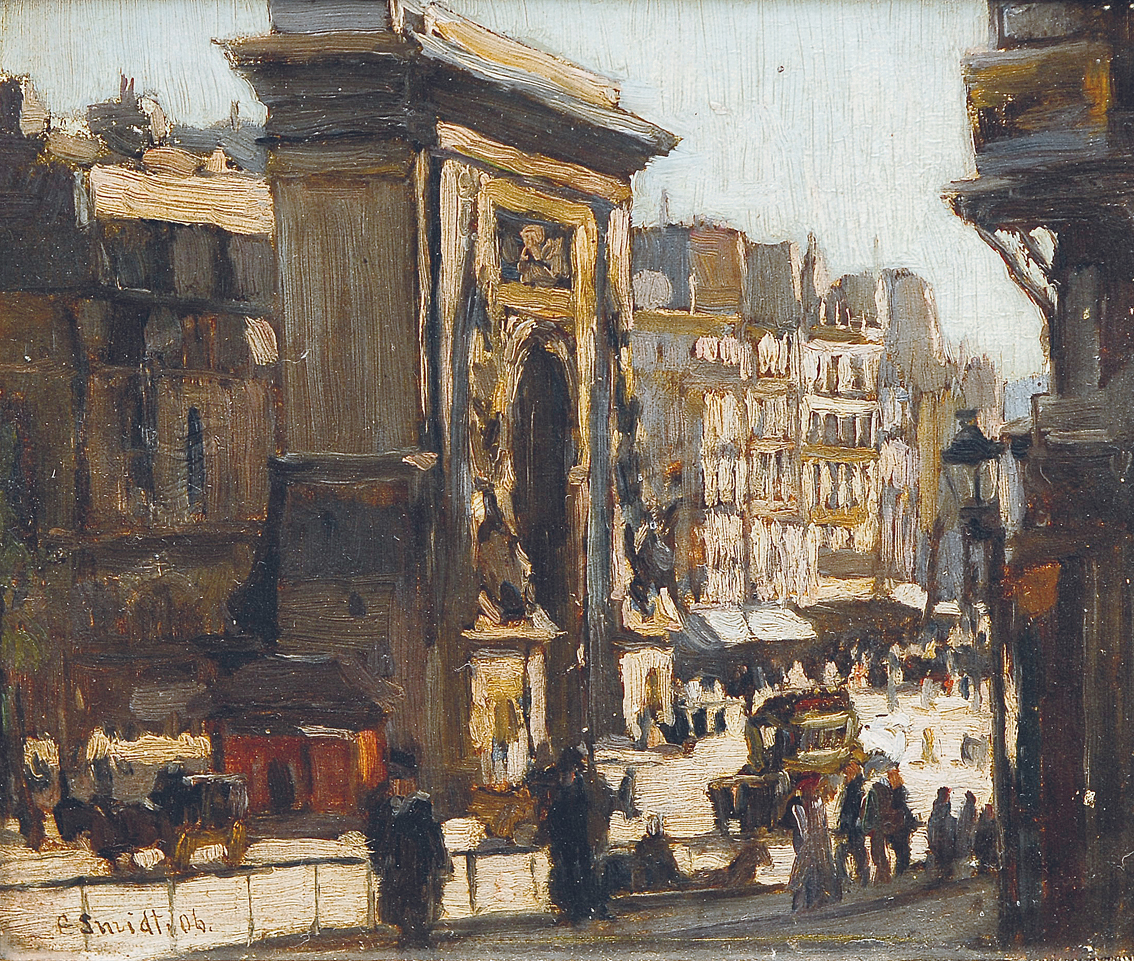
Porte Saint-Denis Paris (1906)

## Leben
Emil Leonhard Smidt wurde 1878 in Hamburg geboren. Er studierte an den Akademien in München und Stuttgart bei Heinrich von Zügel und R. Poetzelberger Malerei. 1906 bis 1908 Reiste er nach Paris und studierte dort an der Académie Julian.
1911 reiste Emil Leonhard Smidt nach Italien. 1929 reiste er nach Spanien. 
In Hamburg war er Gründungsmitglied der Hamburgischen Sezession. Er starb 1954 in Hamburg. 
Werke von Emil Leonhard Smidt befinden sich in öffentlichen Sammlungen wie:
- Hamburger Kunsthalle
- Museum für Hamburgische Geschichte
- Sammlung des NDR[2]

## Ausstellungen
- 2009 im Kunstverein Norden[2]